# John Michael Dudley
John Michael Dudley (* in Neuseeland) ist ein neuseeländischer Physiker.
Dudley studierte an der University of Auckland mit dem Bachelor-Abschluss 1987 und der Promotion 1992. Als Post-Doktorand war er an der University of St. Andrews. 1994 wurde er Lecturer an der University of Auckland und 2000 Professor an der Universität der Franche-Comté in Besancon. Er forscht auch für das CNRS an dessen Forschungsinstitut FEMTO-ST in Besancon.
Dudley befasst sich mit ultraschneller Optik, nichtlinearer Optik, Superkontinuum-Erzeugung und Monsterwellen (rogue waves) in der Optik.
2015 war er Initiator des International Year of Light der UNESCO und stand dessen Leitungskomitee vor. Außerdem initiierte er in der Folge einen jährlichen International Day of Light. Ab 2012 war er im Exekutivrat der European Physical Society, deren Präsident er 2013 bis 2015 war.
2020 erhielt er den R. W. Wood Prize für die Aufklärung fundamentaler Aspekte der Erzeugung von Superkontinuum durch sorgfältiges Studium der Phasenstabilität und für die Eröffnung des Wegs zu kompakte Superkontinuum-Quellen für zahlreiche Anwendungen (Laudatio). 2013 erhielt er die Silbermedaille des CNRS. Er ist Fellow von SPIE. 2019 erhielt er den Harold E. Edgerton Award von SPIE für seine Beiträge zur Messung ultrakurzer Pulse in der nichtlinearen Faseroptik. Er ist Fellow des IEEE und der Optical Society of America. 2019 wurde er Fellow der Royal Society of New Zealand.

## Schriften (Auswahl)
- mit S. Genty, S. Coen: Supercontinuum generation in photonic crystal fiber, Reviews of Modern Physics, Band 78, 2006, S. 1135
- mit B. Kibler u. a.: The Peregrine soliton in nonlinear fibre optics, Nature Physics, Band 6, 2010, S. 790–795
- mit M. E. Fermann u. a.: Self-similar propagation and amplification of parabolic pulses in optical fibers, Phys. Rev. Lett., Band 84, 2000, S. 6010
- mit C. Finot, D. J. Richardson, G. Millot: Self-similarity in ultrafast nonlinear optics, Nature Physics, Band 3, 2009, S. 5970–603
- mit J. R. Taylor: Ten years of nonlinear optics in photonic crystal fibre, Nature Photonics, Band 3, 2009, S. 85–90
- mit J. R. Taylor: Supercontinuum generation in optical fibers, Cambridge University Press 2010
- mit F. Dias, M. Erkintalo, G. Genty: Instabilities, breathers and rogue waves in optics, Nature Photonics, Band 8, 2014, S. 755–764